# Regimiento de Infantería «Isabel la Católica» n.º 29

Escudo del Regimiento Infantería "Isabel la Católica" n.º 29 con los atributos o adornos exteriores adoptados durante el reinado de Juan Carlos I.

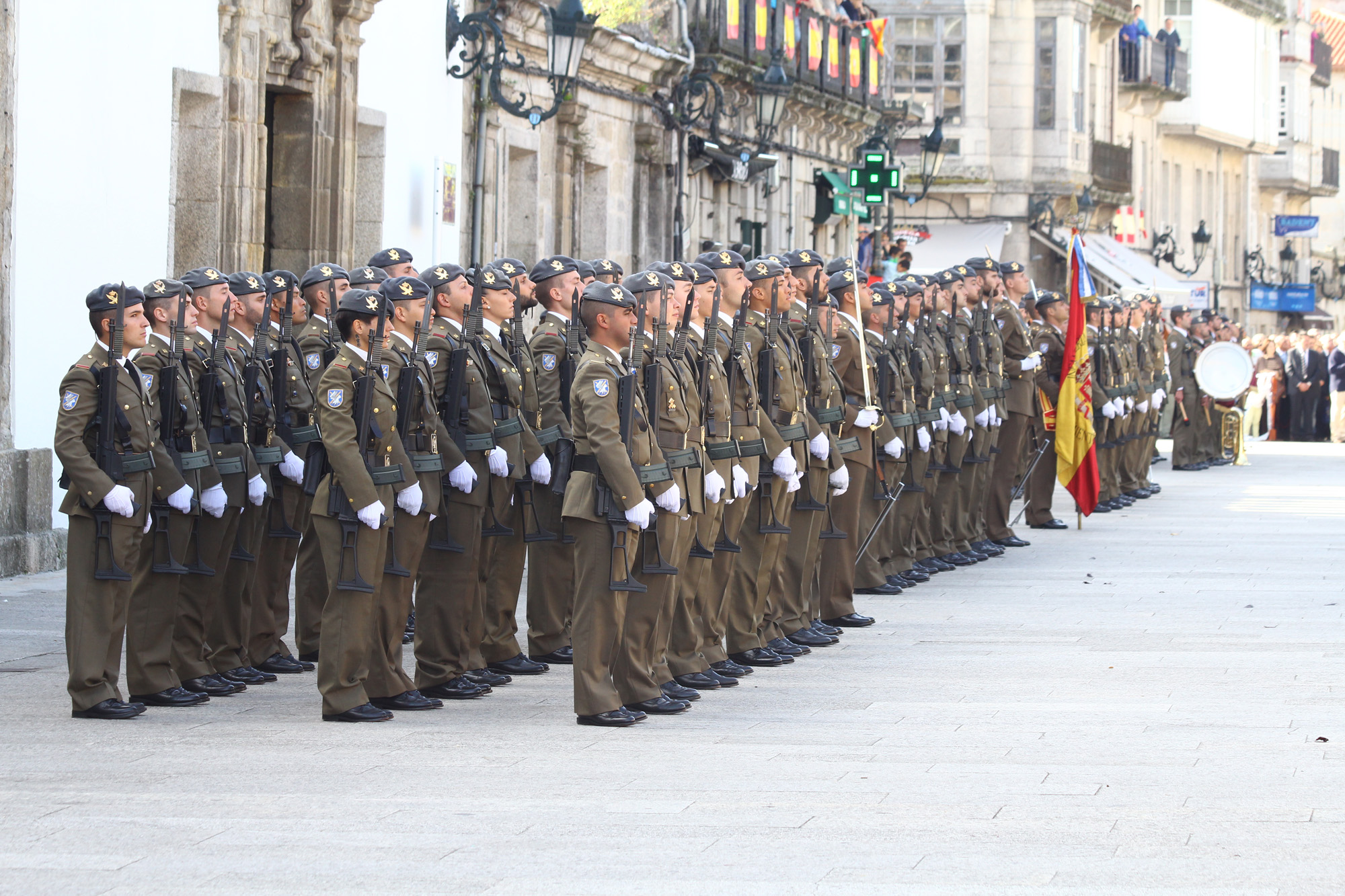
Efectivos del regimiento durante una jura de bandera para civiles celebrada en Tuy en 2014.

El Regimiento de Infantería "Isabel la Católica" n.º 29, anteriormente Regimiento de Infantería Ligera Aerotransportable y Regimiento de Infantería Aerotransportable de 1966 a 1988, es un regimiento de infantería del Ejército de Tierra Español. Actualmente está ubicado en Figueirido (Pontevedra), en la Base "General Morillo", junto a otras unidades de la Brigada «Galicia» VII, de la que forma parte.

## Historial
El Regimiento de Infantería "Isabel la Católica" es resultado de la unión de varios batallones independientes que se llevó a cabo el 27 de julio de 1877. La primera de estas dos unidades fue el Batallón de Voluntarios Francos de la República n.º 36, creada en 1873 durante la Primera República pero establecida un año antes como Batallón de Reserva de Cáceres n.º 36. En 1874 pasó a denominarse Batallón de Reserva de Cáceres n.º 12, dos años más tarde pasa a ser el Batallón de Reserva Extraordinario n.º 12 y posteriormente Batallón de Reserva de Ávila n.º 31.
La otra unidad que integró el regimiento fue el Batallón de Reserva n.º 35, constituida en 1875 y que al año siguiente cambió su denominación por Batallón de Reserva de Astorga n.º 35.
De la unión en 1877 de los dos batallones, el "Avila" n.º 31 y "Astorga" n.º 75, se creó el Regimiento de Infantería "Luzón" n.º 58 aunque estas unidades no se reunieron en un acuartelamiento y se mantuvieron en Santoña y Santander. En 1883 fueron trasladados a La Coruña y en 1889 el regimiento adoptó la denominación de Regimiento de Infantería " Isabel la Católica" n.º 54.
Durante la Segunda República, a raíz de la Reforma militar de 1931, se reunió el Regimiento "Isabel la Católica" n.º 54 con el Regimiento "Zamora" n.º 8 constituyendo el Regimiento de Infantería n.º 8, desde 1935 Regimiento de Infantería "Zamora" n.º 8 y un año después Regimiento de Infantería "Zamora" n.º 29. Entre 1939, año en que finalizó la guerra civil española, y 1943 recibió el nombre de Regimiento de Infantería de Montaña n.º 29. Al decidirse recuperar los nombres tradicionales e historiales de los antiguos regimientos, se decretó que el Regimiento de Infantería de Montaña n.º 29, pasara a llamarse Regimiento de Infantería "Isabel la Católica" n.º 29.
En 1966, situado en La Coruña, pasa a ser Regimiento de Infantería Aerotransportable "Isabel la Católica" n.º 29, recibiendo un segundo batallón, con su cuartel en Santiago de Compostela, a partir de efectivos del Regimiento de Infantería "Zaragoza" n.º 12.
En el año 1988, finalmente todo el Regimiento se traslada a su ubicación actual en a Figueirido (Pontevedra). Mantuvo la denominación de Regimiento de Infantería Aerotransportable "Isabel la Católica" n.º 29 ", aunque posteriormente pasó a ser Regimiento de Infantería Ligera Aerotransportable, quedando encuadrado hasta 2015 en la BRILAT, a su vez integrada en las Fuerzas de Accion Rápida (FAR) del Ejército de Tierra español. Desde la última reorganización del Ejército de Tierra ha pasado a ser Regimiento de Infantería "Isabel la Católica" n.º 29 " y como unidad integrada en la Brigada «Galicia» VII forma parte de la División «Castillejos».
Esta unidad ha heredado la tradición del "Tercio Viejo de Zamora", fundado en 1580 y que fue apodado "El Fiel". Durante su participación en la guerra de los Ochenta Años, su victoria en la batalla de Empel fue atribuida a la intervención de la Inmaculada Concepción, convirtiéndose en Patrona de los tercios de Flandes e Italia. El 12 de noviembre de 1892, a solicitud del Inspector del Arma de Infantería por real orden de la Reina Regente María Cristina, pasó a serlo también del Arma de Infantería.

## Recompensas y distinciones
Posee la Corbata de la Real y Militar Orden de San Fernando, otorgada en el año 1875 por la acción del Cerro de Muriain; la Medalla Militar Individual, impuesta en 1923 al cabo Justo Rodríguez Rivas por su acción en Tizzi Assa; la Corbata de la Real y Americana Orden de Isabel la Católica, la Corbata de Honor de la Diputación de La Coruña; la Corbata de la Medalla de Oro de Galicia; la Medalla de Oro de Pontevedra; y la Medalla de Oro al Mérito Ciudadano de la Ciudad de Santiago de Compostela.

## Principales hechos de armas
- Tercera guerra carlista (1875)

Escudo del regimiento adornado con el Águila de San Juan y cartelas con los nombres de las campañas más destacadas

Acción de Cerro de Murain, Oteiza. Defensa de Caparroso, San Esteban. Combate de Zubiano. Ocupación de los fuertes del Alto de Arlabán. Toma de la Bastida, Peñacerrada y Siete Herreras.
- Guerra de Independencia cubana (1896-1898)

Acciones de Colorado, San José, Peñate y Sacatoga.
- Guerra del Rif (1921-1926)

Toma de Atlaten. Acciones de Lomas de Ismoart. Ocupación de Gurugu Y Basbel. Combates de Taxuda, Riokert, Kalkul y Kadur. Tomas de Anvar, Tamasusin. Defensas de Fontanez, Blazquez, Anvar, Cala y Tunguntz. Heroica defensa de Tizzi Assa. Combates de Tifaruin. Defensas de Banitez, Valenzuela, Cuerno Bajo, Ayala, Llorente Galo Lopez, Aguada de Trixde y Guerrero.
Más recientemente el regimiento también ha participado varias Misiones de Paz en el extranjero, en Bosnia y Herzegovina, Kosovo y Afganistán. En este último país, en Herat, la unidad perdió a doce hombres el 16 de agosto de 2005 y en Shindand (Herat) a la primera mujer fallecida en una misión en el exterior, el 21 de febrero de 2007. Mandos y tropa, de forma individual o integrados en otras Unidades, han participado en diversas misiones en Centroamérica, Irak, Pakistán y el Líbano.
El Regimiento de Infantería "Isabel la Católica" también colaboró en las tareas en la recuperación de las costas gallegas afectadas por los vertidos del buque Prestige
iniciado sus trabajos el mismo día de su patrona del año 2003.

## Organización actual
El regimiento cuenta con un batallón, también situado en la Base "General Morillo", situada en Figueirido (Pontevedra).
- Mando
- Plana Mayor de Mando
- Batallón de Infantería Motorizada "Zamora" I/29.[2][3]

El Regimiento de Infantería "Isabel la Católica" forma parte de la Brigada «Galicia» VII junto con el Regimiento de Infantería «Príncipe» n.º 3, ubicado en el Acuartelamiento "Cabo Noval" en Siero, Asturias.

## Himno del Regimiento
Entona bravo infante la canción
que habrá de conducirte a la victoria;
despertando en tu joven corazón
la noble y codiciada emulación
de la gloria,
que encierra en su brillante historial
tu Nación
De Isabel la Católica el soldado
sabrá desempeñar con gallardía
el puesto que la Patria le confía,
siendo siempre el espejo inmaculado
de la vieja y arrogante Infantería.
Del Glorioso Regimiento
imitemos el pasado
que fue por su viril comportamiento
laureado.
No toleres jamás ningún ultraje
que pueda macular a tu Bandera;
defiéndela en la lucha con coraje,
¡Qué su paño sagrado es el ropaje
que cubre al mártir de la raza íbera!

## Heráldica
EL escudo del Regimiento de Infantería "Isabel la Católica" se describe desde 1995 como un Cuartelado. En I y IV un contracuartelado; en el primero y cuarto de gules, con un castillo de oro almenado y donjonado de tres torres con tres almenas de lo mismo, mamposteado de sable y aclarado de azur, que es de Castilla; En el segundo y tercero de plata, un león rampante de gules coronado de oro, linguado y armado de lo mismo, que es de León. En el segundo y tercero de oro, cuatro palos de gules, que es de Aragón moderno, partido y flanqueado, jefe y punta de oro y cuatro palos de gules; flancos de plata y un águila de sable coronada de oro, picada y membrada de gules, que es de Sicilia. Entado en punta, de plata, con una granada al natural rajada de gules, sostenida, tallada y hojada de dos hojas de sinople, que es de Granada.
Escusón partido. En el primero de gules, un castillo almenado y donjonado de oro, mazonado de sable y aclarado de azur, acostado de dos águilas de sable afrontadas; segundo, en campo de plata un león rampante de gules coronado de oro. Bordura de azur.